# The Burning Plain
The Burning Plain is een Amerikaanse romantisch-dramafilm uit 2008 en geregisseerd en geschreven door Guillermo Arriaga.
De film bestaat uit verschillende verhaallijnen over verboden liefde.

## Verhaal
In een stadje in New Mexico dicht bij de Mexicaanse grens, ontdekt Mariana dat haar moeder (Gina) een affaire heeft met Nick, een getrouwde man uit de regio. Als dochter Mariana haar moeder volgt naar caravan waar ze Nick ontmoet, gaat door Mariana de caravan in brand. Als de vlammen de gastank bereiken, veroorzaakt dat een explosie. Door dit tragisch ongeluk verandert er voor Mariana alles. Kort daarna wordt Mariana verliefd op Nick's zoon Santiago na de plotselinge dood van hun ouders. Als Mariana zwanger raakt, vluchten de twee naar Mexico omdat hun families de relatie afkeuren.

## Rolverdeling
| Acteur             | Personage      | Opmerkingen       |
| ------------------ | -------------- | ----------------- |
| Charlize Theron    | Sylvia         | volwassen Mariana |
| Kim Basinger       | Gina           |                   |
| Jennifer Lawrence  | Mariana        |                   |
| John Corbett       | John           |                   |
| Robin Tunney       | Laura          |                   |
| Danny Pino         | Santiago       |                   |
| Joaquim de Almeide | Nick           |                   |
| José María Yazpik  | Carlos         |                   |
| Tessa Ia           | Maria          |                   |
| Brett Cullen       | Robert         |                   |
| J.D. Pardo         | jonge Santiago |                   |

## Achtergrond
De opnames begonnen in november 2007 in New Mexico. Opnames vonden ook plaats in Oregon en Texas. De totale productiekosten van de film was 20 miljoen dollar. De wereldpremière van de film was 29 augustus 2008 op het Filmfestival van Venetië.